# 卡梅伦堂区 (路易斯安那州)
卡梅倫堂區（英語：Cameron Parish）是美国路易斯安那州西南部的一個堂區，南臨墨西哥灣，西隔沙賓河、沙賓湖與德克萨斯州相望，面積5,003平方公里，是該州土地面積最大的堂區。根據2020年美國人口普查，共有人口5,617人。治所卡梅倫（Cameron）。該堂區成立於1870年3月15日，名稱紀念曾任聯邦參議員、並在亚伯拉罕·林肯總統時期擔任美国战争部长的西門·卡梅倫。